# Ralf Augustin
Ralf Augustin (* 27. September 1960) ist ein ehemaliger deutscher Fußballspieler.

## Karriere

### Verein
Ralf Augustin kam vom TuS Wandhofen in die Jugend von Borussia Dortmund. Dort wurde der hochtalentierte Stürmer zum Jugendnationalspieler. 1978 erhielt er als 17-Jähriger bei den Schwarz-Gelben einen Profi-Vertrag. Am 9. September 1978, dem 5. Spieltag der Saison 1978/79 bestritt er mit noch 17 Jahren sein erstes Bundesligaspiel gegen den VfB Stuttgart (4:3) in dem er in der 22. Spielminute den 2:2-Ausgleich erzielte. Seinen zweiten Bundesligaeinsatz hatte er am 7. Oktober 1978 im Spiel seines BVB beim SV Darmstadt 98 (2:3), in der 64. Spielminute erzielte er sein 2. Bundesligator. Es waren die beiden einzigen Bundesligaspiele, die er komplett durchspielte, in den andern 10 Partien, die er innerhalb von drei Jahren bestritt, wurde er meist ein- oder ausgewechselt. Auch gelang ihm kein weiterer Bundesligatreffer.
Ab der 83. Spielminute des 15. Spieltages und der 76. Spielminute des 16. Spieltages der Saison 1979/80 stand er gemeinsam mit Eike Immel und Theo Schneider in einem Bundesligaspiel auf dem Platz. Mit beiden spielte er schon als 15-Jähriger in der Schülernationalmannschaft.
Durch mehrere Verletzungen schaffte er nie den großen Durchbruch im Profi-Fußball. Nach drei Jahren bei Borussia wechselte er zum Zweitligisten Alemannia Aachen. Nach nur einer Saison ging er zu Fortuna Sittard und erreichte mit dem Aufsteiger in der niederländischen Eredivisie den 8. Tabellenplatz. Im Sommer 1983 kehrte Augustin nach Deutschland zurück und schloss sich dem Oberligisten 1. FC Bocholt an. Noch während der Saison 1983/84 musste er aufgrund einer chronischen Verletzung im rechten Sprunggelenk im Alter von 23 Jahren seine Karriere beenden.

### Nationalmannschaft
Augustin spielte vier Mal in der Schülernationalmannschaft des DFB, in der Mannschaft spielten mit Eike Immel, Theo Schneider Spieler, mit denen er während seiner Profizeit auch noch zusammen spielte. Beim traditionellen Länderspiel am 18. Mai 1976 gegen England in Berlin traf er zwei Mal beim 3:1-Sieg der deutschen Schülerauswahl. Im August 1976 nahm er mit der U-16-Nationalmannschaft am 2. Nordlandturnier in Island teil. Nach zwei Niederlagen gegen Dänemark (0:2) und Schweden (1:4) gewann sein Team gegen Island mit 4:1, wobei er zwei Tore erzielte. Mitte Juli 1977 gewann er mit der U16 das 3. Nordlandturnier in Norwegen nach Siegen gegen Island (4:2, 2 Augustin Tore), Norwegen (5:0, 3 Tore) und Schweden (6:2, 1 Tor). Am 7. Dezember 1977 debütierte er als jüngerer Jahrgang in der A-Jugendnationalmannschaft im EM-Qualifikationsspiel in Freiburg gegen die Schweiz. An der Seite von Uwe Greiner, Bernd Schuster, Bernd Dierßen, Michael Geiger und Thomas Allofs bestritt er alle neun Spiele (3 Tore) der Saison 1977/78 mit diesem Jahrgang, u. a. Turnier in Israel und UEFA-Juniorenturnier 1978 im Mai in Polen (Spiele gegen Schottland (0:1), Italien (5:3), Portugal (0:1); 3. Gruppenplatz). In der Saison 1978/79 spielte er (wieder in seiner Altersklasse) noch 11 Mal (6 Tore) für die A-Jugend-Nationalmannschaft u. a. Turnier in Taschkent. Für das UEFA-Turnier 1979 musste er verletzungsbedingt absagen.
Nach dem Wechsel in den Profibereich wurde er noch drei Mal zu Länderspielen der U-21-Nationalmannschaft berufen und eingesetzt: Am 20. November 1979 wurde er im Spiel gegen die Sowjetunion in Tiflis für Rudi Völler eingewechselt. Am 26. Februar 1980 in Dortmund gegen Schottland (1:0) spielte er mit Eike Immel und Theo Schneider an seiner Seite von Anfang an. Vom 9. Juni bis 22. Juni nahm er mit der U-21 an einem Turnier in der Provinz Kanton teil. Nach Siegen gegen Kanton (1:0), Mexiko (1:0 mit Ralf Augustin in der Startelf), Rumänien (6:2) und einem 2:2-Unentschieden gegen China (4:2 im Elfmeterschießen) wurde die deutsche U-21 Turniersieger.